# Casasia haitiensis
Casasia haitiensis är en måreväxtart som beskrevs av Ignatz Urban och Erik Leonard Ekman. Casasia haitiensis ingår i släktet Casasia och familjen måreväxter.
Artens utbredningsområde är Haiti. Inga underarter finns listade i Catalogue of Life.